# ジェームズ・F・バーンズ
ジェームズ・フランシス・バーンズ（英語: James Francis Byrnes、1882年5月2日 - 1972年4月9日）は、アメリカ合衆国の政治家。ハリー・S・トルーマン大統領の下で1945年7月から1947年1月まで第49代国務長官を務め、新大統領のトルーマンにマンハッタン計画に関する情報を伝え、無警告で日本の市街地に原爆を投下するように主張したり、ポツダム宣言における天皇制の存続という文章を削除するなど閣内で最も強烈な対日強硬派であった。1950年にサウスカロライナ州知事に当選、ブラウン対教育委員会裁判における最高裁判決に反対し、学校の人種差別撤廃に代わる現実的な代替案として「分離すれども平等」の確立を目指した。

## 経歴
1882年5月2日、サウスカロライナ州チャールストンに誕生する。母子家庭の貧しい家庭で育ち、仕立て屋を営む母を助けるために高校を中退し、独学で法律を学ぶ。
1911年3月から1925年3月まで連邦下院議員、1931年3月から1941年7月まで連邦上院議員となり、在任中は地元での水力発電所建設などの内政面での功績を残した。その後はフランクリン・ルーズベルト大統領によって連邦政府戦時動員局長に抜擢され、原爆開発を担当していたマンハッタン計画にも深く関わっていく事となる。
1943年5月に戦時動員局長となったバーンズは、国内の産業資本を全て軍需物資の生産に切り替えさせるなど、統制経済的手法を用いた。また、マンハッタン計画の責任者の1人として、東ヨーロッパで覇権を強めるソ連を牽制するために、日本に対する原爆攻撃を支持していた。そのため、天皇制の護持が容れられれば日本には終戦交渉の余地があるとする、第二次世界大戦終結後の日本を有望な投資先と考えるジョセフ・グルー国務次官ら3人委員会とは正反対の路線であった。

### 国務長官
1945年7月に国務長官となり、3人委員会の提言を独断で黙殺して原子爆弾の使用を強く大統領に進言した。「一発で都市を吹っ飛ばせる兵器を我々アメリカが所有していることを事前警告すべきである。それでも降伏しなければ原爆を投下すると日本政府に伝えるべきだ」と主張し、無警告の原爆投下に反対を訴えたジョン・マクロイ陸軍次官に対して、「それはアメリカの弱さを示すものだ、原爆投下前に天皇制を保証し降伏を呼びかけるのは反対だ」と述べる。バーンズはポツダム会談に向かう船の中で、マクロイの助言を無視するようトルーマンを説得した。ただし、コーデル・ハル元国務長官がバーンズに、天皇制存続が「アメリカで恐るべき政治的反響」を起こすことを警告したのである。アメリカのような世論・選挙に大きく依存する国の政治家が世論に（さらには国務省にまで）反対して天皇制存続を容認するわけにはいかなかった。こうして7月23日にトルーマンが中国の蒋介石にポツダム宣言の最終草案を送付した時点で、天皇制条項は削除されたのであった。
また、日本の最初のポツダム宣言受諾回答を拒否し、「天皇と日本政府の権威は連合軍最高司令官に従属（subject to）する」という趣旨の「バーンズ回答」を起草・返信したことでも知られる。日本政府は最終的にこのバーンズ回答を受け入れてポツダム宣言を受諾した。
1946年9月には占領下のドイツにおける強硬な脱工業化政策を見直し、ソ連に対する牽制に戦後のドイツを利用する為に『ドイツ産業の再建を支持する演説』を行い、ドイツ国民に将来への希望を与えている。しかし、「ポケットに原爆」と呼ばれた原爆の使用を対東側外交の切り札に使用する姿勢がトルーマン大統領から危険視され、1947年1月に解任された。1951年1月から1955年1月までサウスカロライナ州知事を務めた。

### サウスカロライナ州知事
バーンズは1950年のサウスカロライナ州知事選挙に当選し、1951年から1955年までサウスカロライナ州知事を務めた。教育における人種隔離を支持するバーンズは、就任演説で次のように述べた。
サウスカロライナ州の学校における人種分離を継続するために必要なことはすべて、州の白人によって行われることになる。それが一市民としての私の道であり、知事としての私の道でもある。—ジェームズ・F・バーンズ
故郷に戻って奨学金制度の創設（バーンズ基金）などに尽力し、地元では今も人気がある。1972年4月9日、サウスカロライナ州コロンビアにて、89歳で死去した。

## 家族
1906年5月にモード・パーキンズ・ブッシュと結婚した。2人の間に子供はいない。